# أنتونيو نوتشيرينو

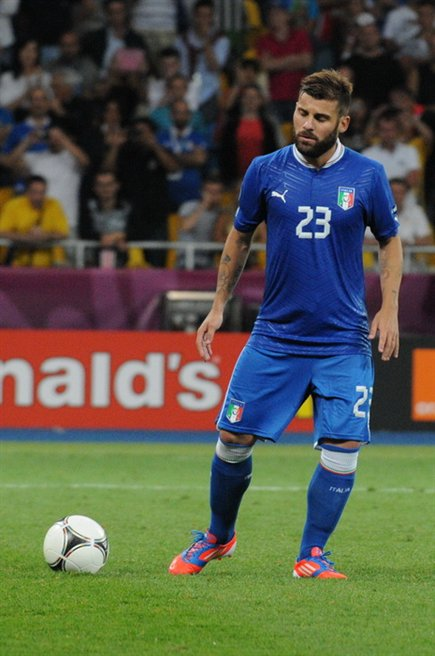

أنتونيو نوتشيرينو (بالإيطالية: Antonio Nocerino)، (مواليد نابولي في 9 أبريل 1985)، لاعب كرة قدم إيطالي، يلعب في نادي أورلاندو سيتي الأمريكي
بدأ مسيرته الكروية مع نادي يوفنتوس، وفي موسم 2003/2004 أعير إلى نادي أفيلينو، ولعب معهم 34 مباراة، وفي عام 2004 أعير إلى نادي جنوى، ولعب معهم 5 مباريات، وفي عام 2005 أعير إلى نادي كاتانزارو، ولعب معهم 21 مباراة، وفي عام 2005 أعير إلى نادي كروتوني، ولعب معهم 15 مباراة، وفي عام 2006 أعير إلى نادي ميسينا، ولعب معهم 11 مباراة، وفي موسم 2006/2007 أعير إلى نادي بياتشنزا، ولعب معهم 29 مباراة وسجل 3 أهداف، يلعب حالياً لنادي إيه سي ميلان الإيطالي.

## روابط خارجية
- أنتونيو نوتشيرينو على موقع الاتحاد الدولي (مؤرشف)  (الإنجليزية)
- أنتونيو نوتشيرينو على موقع الاتحاد الأوربي (الإنجليزية)
- أنتونيو نوتشيرينو على موقع الدوري الأمريكي (الإنجليزية)
- أنتونيو نوتشيرينو على موقع قاعدة بيانات كرة القدم.إي يو (الإنجليزية)
- أنتونيو نوتشيرينو على موقع بيانات كرة القدم. دي إي (الألمانية)
- أنتونيو نوتشيرينو على موقع ناشيونال فوتبول تيمز (الإنجليزية)
- أنتونيو نوتشيرينو على موقع Soccerbase.com (لاعب) (الإنجليزية)
- أنتونيو نوتشيرينو على موقع Soccerway.com (الإنجليزية)
- أنتونيو نوتشيرينو على موقع عالم كرة القدم.نت (الإنجليزية)
- أنتونيو نوتشيرينو على موقع كووورة